# دهستان لاکوره
دهستان لاکوره (به لاتین: Laekvere Parish) یک دهستان در استونی است که در شهرستان لنه-ویرو واقع شده‌است.

## خصوصیات
دهستان لاکوره ۳۵۲٫۴۲ کیلومترمربع مساحت و ۱٬۸۳۷ نفر جمعیت دارد.